# Серебряков, Олег Серафимович
Олег Серафимович Серебряков (род. 20 октября 1931, Москва) — советский футболист, вратарь.

## Биография
Олег Серебряков родился 20 октября 1931 года в городе Москва.
Занимался футболом в столичной ДЮСШ Московско-Ярославского отделения МЖД.
Играл на позиции вратаря. В 1949 году входил в заявку московских «Локомотива» и «Динамо», но не провёл ни одного матча. В 1950 году также не сыграл за железнодорожников.
Сезон-51 провёл в клубной команде «Локомотива». В 1952 году провёл в главной команде «Локомотива» 2 матча в чемпионате СССР, пропустил 1 мяч.
В дальнейшем играл в классе «Б» за ташкентский ОДО (1953), петрозаводскую «Красную звезду» (1954), в составе которой провёл 14 матчей.
В 1955—1956 годах выступал в чемпионате РСФСР и классе «Б» за петрозаводский ОДО, в 1958 году в чемпионате РСФСР — за раменский «Труд».